# Kovrai, Zolotonoșa
Kovrai (în ucraineană Коврай) este o comună în raionul Zolotonoșa, regiunea Cerkasî, Ucraina, formată numai din satul de reședință.

## Demografie
Componența lingvistică a comunei Kovrai
     Ucraineană (98%)
     Rusă (1,76%)
     Alte limbi (0,12%)
Conform recensământului din 2001, majoritatea populației comunei Kovrai era vorbitoare de ucraineană (98%), existând în minoritate și vorbitori de rusă (1,76%).